# Llista de gratacels a Llatinoamèrica

## Llista dels 30gratacelsmés alts aLlatinoamèrica
Aquesta és la lista dels 30 gratacels més alts de Llatinoamèrica, la llista inclou edificis de més de 160 m.
| Posició | Edifi                                                                        | Ciutat                 | País      | Altura² | Nombre de plantes | Any d'inauguració |
| ------- | ---------------------------------------------------------------------------- | ---------------------- | --------- | ------- | ----------------- | ----------------- |
| 1       | Torre Mayor                                                                  | Ciutat de Mèxic        | Mèxic     | 225.6 m | 55                | 2003              |
| 2       | Torres de Parque Central                                                     | Caracas                | Veneçuela | 225 m   | 56                | 1979-1984         |
| 3       | Torre Ejecutiva Pemex                                                        | Ciutat de Mèxic        | Mèxic     | 214 m   | 52                | 1984              |
| 4       | Torre WTC México                                                             | Ciutat de Mèxic        | Mèxic     | 207 m   | 52                | 1972              |
| 5       | Torre Altus                                                                  | Ciutat de Mèxic        | Mèxic     | 197 m   | 45                | 1998              |
| 6       | Torre Colpatria                                                              | Bogotà                 | Colòmbia  | 196 m   | 50                | 1979              |
| 7       | Centro de Comercio Internacional                                             | Bogotà                 | Colòmbia  | 190 m   | 50                | 1977              |
| 8       | Centro Financiero Confinanzas                                                | Caracas                | Veneçuela | 190 m   | 45                | 1994              |
| 9       | Torre Latinoamericana                                                        | Ciutat de Mèxic        | Mèxic     | 183 m   | 45                | 1956              |
| 10      | Torre de Cali                                                                | Cali                   | Colòmbia  | 183 m   | 44                | 1980              |
| 11      | Torre Banco Mercantil                                                        | Caracas                | Veneçuela | 179 m   | 40                | 1984              |
| 12      | Torre Global Bank                                                            | Panamà                 | Panamà    | 176 m   | 44                | 2005              |
| 13      | Centro Coltejer                                                              | Medellín               | Colòmbia  | 175 m   | 37                | 1972              |
| 14      | Mirage                                                                       | Panamà                 | Panamà    | 172 m   | 48                | 1997              |
| 15      | La Nacional                                                                  | Bogotà                 | Colòmbia  | 171 m   | 47                | 1993              |
| 16      | Torre Aura Altitude                                                          | Zapopan                | Mèxic     | 170 m   | 44                | 2007              |
| 17      | Mirante do Vale                                                              | Sao Paulo              | Brasil    | 170 m   | 51                | 1960              |
| 18      | Torres Miramar                                                               | Panamà                 | Panamà    | 168 m   | 55                | 1996              |
| 19      | Edifício Itália                                                              | Sao Paulo              | Brasil    | 168 m   | 45                | 1965              |
| 20      | Ocean Park 1                                                                 | Panamà                 | Panamà    | 168 m   | 44                | 2005              |
| 21      | Ciudadella Turística San Martin (Antigues torres del Hilton Bogotà) 2 torres | Bogotà                 | Colòmbia  | 168 m   | 40                | 1992              |
| 22      | Torre CNCI                                                                   | San Pedro Garza García | Mèxic     | 167 m   | 43                | 2000              |
| 23      | Rio Sul Center                                                               | Rio de Janeiro         | Brasil    | 164 m   | 50                | 1980              |
| 24      | Torre Vista Marina                                                           | Panamà                 | Panamà    | 162 m   | 44                | 2002              |
| 25      | Lelio Gama 105                                                               | Rio de Janeiro         | Brasil    | 162 m   | 40                | -                 |
| 26      | E-Tower                                                                      | Sao Paulo              | Brasil    | 162 m   | 39                | 2005              |
| 27      | Torre Arcos Bosques Corporativo                                              | Ciutat de Mèxic        | Mèxic     | 161 m   | 33                | 1997              |
| 28      | Torres Arcos Bosques 2 y 3                                                   | Ciutat de Mèxic        | Mèxic     | 161 m   | 34                | 2007              |
| 29      | Edificio Avianca                                                             | Bogotà                 | Colòmbia  | 161 m   | 41                | 1969              |
| 30      | Chateauneuf                                                                  | Curitiba               | Brasil    | 161 m   | 37                | 1996              |

### Els 45 més alts en construcció i en projecte¹
| Posició | Edifi                                  | Ciutat                | País                 | Altura² | Nombre de plantes | Any d'inauguració |
| ------- | -------------------------------------- | --------------------- | -------------------- | ------- | ----------------- | ----------------- |
| 1       | Torre Bicentenario II                  | Ciutat de Mèxic       | Mèxic                | 350 m   | 75                | 2010              |
| 2       | Faros de Panamá (Torre Central)        | Panamà                | Panamà               | 346 m   | 84                | 2010              |
| 3       | Torre Torrena                          | Zapopan (Guadalajara) | Mèxic                | 300 m   | 67                | 2008              |
| 4       | Torre Bicentenario                     | Ciutat de Mèxic       | Mèxic                | 300 m   | 70                | 2010              |
| 5       | Torre Gran Costanera                   | Santiago              | Xile                 | 300 m   | 62                | 2010              |
| 6       | Trump Ocean Club Hotel & Casino        | Panamà                | Panamà               | 293 m   | 68                | 2010              |
| 7       | Vitri Tower                            | Panamà                | Panamà               | 280 m   | 75                | 2009              |
| 8       | Torre Reforma                          | Ciutat de Mèxic       | Mèxic                | 260 m   | 60                | 2011              |
| 9       | Torre Triplus                          | Monterrey             | Mèxic                | 251 m   | 48                | 2009              |
| 10      | Arts Tower                             | Panamà                | Panamà               | 250 m   | 75                | 2009              |
| 11      | The Point                              | Panamà                | Panamà               | 244 m   | 63                | 2009              |
| 12      | Pearl Tower                            | Panamà                | Panamà               | 242 m   | 67                | 2009              |
| 13      | Ocean Two                              | Panamà                | Panamà               | 236 m   | 70                | 2009              |
| 14      | Waters                                 | Panamà                | Panamà               | 232 m   | 70                | 2009              |
| 15      | Torre City Santa Fe 2                  | Ciutat de Mèxic       | Mèxic                | 225 m   | 57                | 2011              |
| 16      | Torre Infinity II                      | Guadalajara           | Mèxic                | 220 m   | 52                | 2010              |
| 17      | Torre Monterrey                        | Monterrey             | Mèxic                | 212 m   | 51                | 2009              |
| 18      | Torre Aqualina Panamá                  | Panamà                | Panamà               | 210 m   | 67                | 2008              |
| 19      | Ocean One                              | Panamà                | Panamà               | 207 m   | 54                | 2007              |
| 20      | Tower Financial Center                 | Panamà                | Panamà               | 203 m   | 49                | 2007              |
| 21      | Torre City Santa Fe 1                  | Ciutat de Mèxic       | Mèxic                | 200 m   | 52                | 2011              |
| 22      | Torre Infinity I                       | Guadalajara           | Mèxic                | 200 m   | 48                | 2010              |
| 23      | Yacht Club Tower                       | Panamà                | Panamà               | 200 m   | 57                | 2012              |
| 24      | Aquamare                               | Panamà                | Panamà               | 198 m   | 54                | 2007              |
| 25      | Torre Axis                             | Ciutat de Mèxic       | Mèxic                | 195 m   | 46                | 2009              |
| 26      | Venetian Tower                         | Panamà                | Panamà               | 192 m   | 47                | 2007              |
| 27      | Titanium La Portada                    | Santiago              | Xile                 | 190 m   | 52                | 2008              |
| 28      | Destiny                                | Panamà                | Panamà               | 182 m   | 51                | 2007              |
| 29      | Torre Ciudadana                        | Monterrey             | Mèxic                | 180 m   | 36                | 2009              |
| 30      | Torre Guggenheim Guadalajara           | Guadalajara           | Mèxic                | 180 m   | 24                | 2010              |
| 31      | Le Parc Figueroa Alcorta - Torre Cavia | Buenos Aires          | Argentina            | 172.8 m | 44                | 2008              |
| 32      | Torre Renoir 2                         | Buenos Aires          | Argentina            | 171.3 m | 50                | 2008              |
| 33      | Costanera Center Torre 1               | Santiago              | Xile                 | 165 m   | 41                | 2010              |
| 34      | Torre Mulieris I                       | Buenos Aires          | Argentina            | 161.4 m | 44                | 2008              |
| 35      | Torre Mulieris II                      | Buenos Aires          | Argentina            | 161.4 m | 44                | 2008              |
| 36      | Torre Cumbre 2                         | Zapopan (Guadalajara) | Mèxic                | 160 m   | 45                | 2009              |
| 37      | Costanera Center Torre 3               | Santiago              | Xile                 | 160 m   | 41                | 2010              |
| 38      | Torre Repsol-YPF                       | Buenos Aires          | Argentina            | 160 m   | 34                | 2008              |
| 39      | Torre Cumbre 1                         | Zapopan (Guadalajara) | Mèxic                | 156 m   | 41                | 2009              |
| 40      | Chateau Puerto Madero                  | Buenos Aires          | Argentina            | 155.7 m | 50                | 2008              |
| 41      | St. Regis Hotel & Residences           | Ciutat de Mèxic       | Mèxic                | 152 m   | 32                | 2007              |
| 42      | Torre Altaire 3                        | Ciutat de Mèxic       | Mèxic                | 152 m   | 44                | 2009              |
| 43      | Paragon Santa Fé                       | Ciutat de Mèxic       | Mèxic                | 152 m   | 33                | 2009              |
| 44      | Torre Caney                            | Santo Domingo         | República Dominicana | 150 m   | 39                | 2008              |
| 45      | Edificio Horizontes                    | Cartagena d'Índies    | Colòmbia             | 148 m   | 37                | 2007              |

- (¹) - dades actualitzades al 6 de setembre de 2007.
- (²) - es considera l'altura des de la base fins a l'última planta de l'edifici, sense prendre en compte antenes, espirals o becs.